# Talarndam

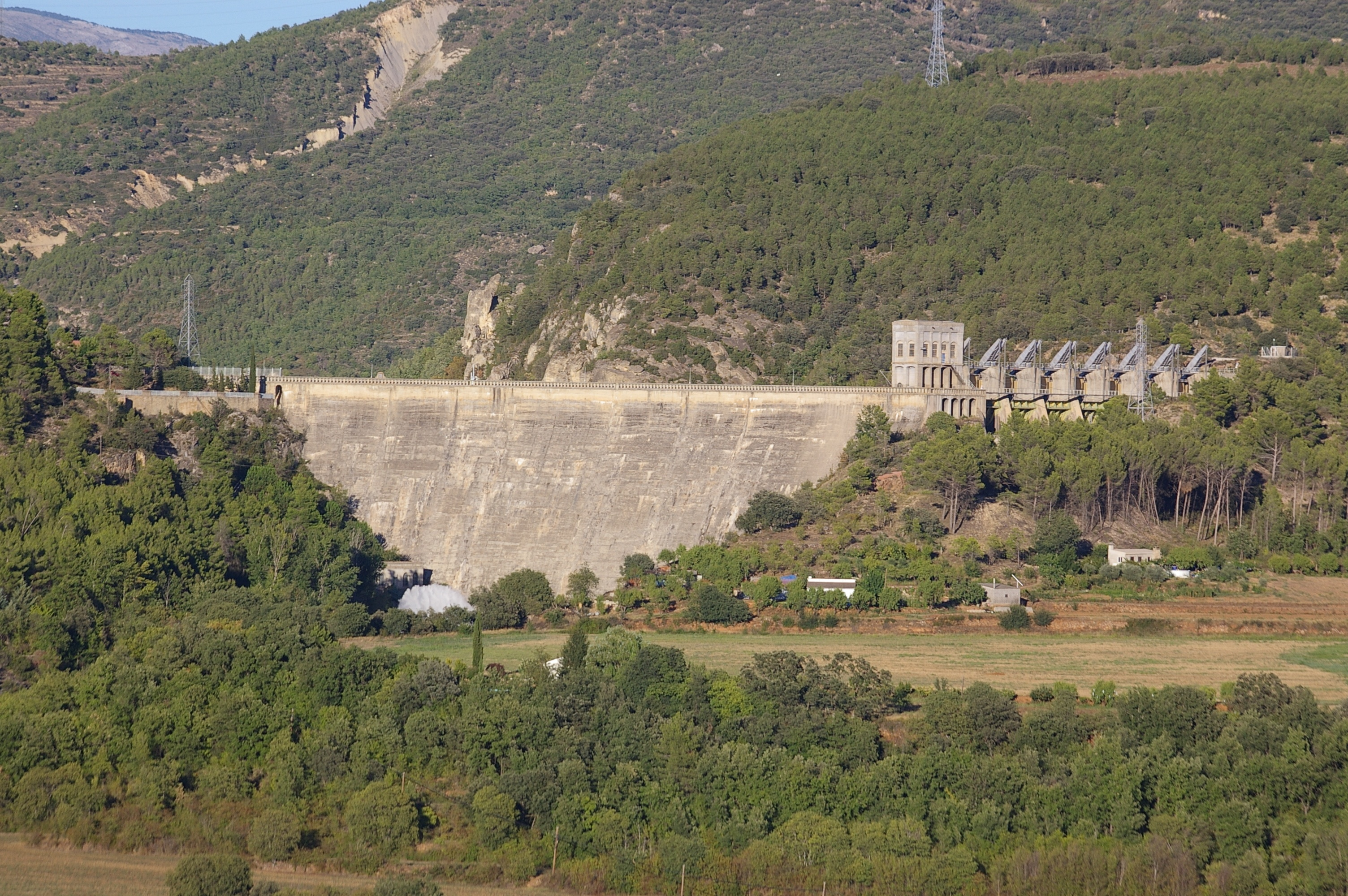
Uitzicht op de Talarndam in Lleida

De Talarndam is een massief betonnen gewichtsdam in de rivier Noguera Pallaresa, een zijrivier van de Ebro, ten noorden van Tremp bij Lleida in Catalonië, Spanje. De dam is 206 m lang en 82 m hoog en bevat een waterkrachtcentrale die een capaciteit van 300.000 kW heeft.
In 1913 is men begonnen met de bouw van de dam, een gigantische onderneming waarvoor 283168 m³ beton nodig was. Het maakte deel uit van een groter project om dammen te bouwen voor wateropslag om waterkrachtcentrales te bedienen en ter irrigatie voor de landbouw.